# Rita Bosaho
Rita Gertrudis Bosaho Gori (Santa Isabel, Fernando Poo, 1965) es una sanitaria, activista y política española de origen ecuatoguineano. Entre 2020 y 2023 se desempeñó como directora general para la Igualdad de trato y Diversidad Étnico Racial del Ministerio de Igualdad. Miembro de Podemos, fue diputada en el Congreso durante su xi y xii legislaturas. Bosaho es la primera persona negra en ocupar un escaño en el Congreso de Diputados tras la Transición española.

## Biografía
Aunque nació en Guinea Ecuatorial, ha desarrollado su vida en España. Proviene de una familia de políticos, algunos de ellos asesinados por causas políticas en Guinea Ecuatorial tras su independencia de España (durante la dictadura de Francisco Macías Nguema). Es sobrina de Enrique Gori Molubela, procurador en las Cortes Españolas durante el franquismo por la antigua provincia española de Fernando Poo.
Es licenciada en Historia por la Universidad de Alicante, tiene un máster en Identidades e Integración en la Europa Contemporánea y desarrolla su tesis doctoral sobre el impacto de la colonización europea en África. Tiene más de veinte años de experiencia laboral en la sanidad pública y participa de manera regular en diversas organizaciones sociales alicantinas.
Militante de Podemos, fue cabeza de lista al Congreso de los Diputados por la circunscripción de Alicante de la coalición Compromís-Podemos-És el moment de cara a las elecciones generales de 2015. Electa diputada para la xi legislatura, es destacada como la primera persona negra en ocupar un escaño en el Congreso de Diputados de la actual democracia. (su tío ocupó un escaño en el Franquismo)[cita requerida].
En enero de 2020 fue elegida para encabezar la Dirección General para la Igualdad de trato y Diversidad Étnico Racial del Ministerio de Igualdad. Tomó posesión del cargo el 31 de enero. Cesó en diciembre de 2023.